# Победа (авиокомпанија)
Победа ( рус. Победа     ) је руска нискобуџетна авио-компанија , подружница компаније Аерофлот у чијем је стопостотном власништву и као таква наследница Добролет Аирлинес-а . 

## Историја
Победа је започела с радом 1. децембра 2014. летом између Москве и Волгограда.   
У  2016. компанија је била шеста по величини у земљи  док је 2019. године била 4. руска компанија по броју превежених путника , иза Аерофлота,  С7 и Россије    , тако да се Победа у 2019. године сматра једном од најбрже растућих авиокомпанија како у Русији тако  и Европи.

## Одредишта
После првих летова за Волгоград, мрежа је допуњена летовима за Сургут, Тјумен, Белгород, Перм и Јекатеринбург  Архангелск, Беслан, Махачкалу, Нижњевартовск, Сочи, Уфу и другe дестинације у Русији. Прва  међународна дестинација је била за  Братиславу и први лет је био 19.12.2015. Убрзо су успостављене дестинације за Бергамо, Келн и друге европске градове
Победа је у јануару 2020 . године опслуживала око 70 различите дестинације. 